# 秘書省
祕書省，又别称蘭臺、麟臺、蓬山，祕書監源設於東漢桓帝，屬太常寺，三國曹魏時曾屬少府，西晉初裁撤，西晉末復置秘书寺，南朝梁後改为省，置监、丞等官；唐代祕书省领太史、著作二局，曾改称蘭臺、麟臺；北宋經籍圖書歸祕閣，祕書僅掌祭祀祝版。宋神宗元豐改制後，祕書省職事恢復。元代并入翰林國史院，明代因之歸屬翰林院。
唐代為六省之一（三省只是其中的權力核心，實際共有六省），工作性質是管理皇家圖書館，掌邦國經籍圖書之事。
祕書省內設秘書監（又名蘭臺太史、麟臺監，從三品）一人，祕書少監（又名蘭臺侍郎，麟臺少監，從四品上，唐人别称少蓬）二人，祕書丞（又名蘭臺大夫、麟臺丞，從五品上）一人，祕書郎四人、校書郎八人、正字四人，主事一人，令史四人、書令史九人、典書四人、楷書十人、亭長六人、掌固八人、熟紙匠十人、裝潢匠十人、筆匠六人等共八十八人。

## 首長官名變遷
| 前漢         | 後漢   | 魏     | 晋     | 隋（煬帝） | 唐（玄宗） | 宋       | 元     | 明     | 清               | 主要職務                         |
| ------------ | ------ | ------ | ------ | ---------- | ---------- | -------- | ------ | ------ | ---------------- | -------------------------------- |
| （御史中丞） | 秘書監 | 秘書監 | 秘書監 | 秘書省監   | 秘書省監   | 秘書省監 | 秘書監 | 秘書監 | （文淵閣領閣事） | 图書、太史府、翰林院统筹之長官。 |